# 锥茅
锥茅（学名：Thyrsia zea）为禾本科锥茅属下的一个种。

## 扩展阅读
- 維基物種上的相關：锥茅